# Taleb Larbi
Taleb Larbi (em árabe: ﻃﺎﻟﺐ اﻟﻌﺮﺑﻲ) é uma cidade e comuna localizada na província de El Oued, Argélia. Segundo o censo de 2008, a população total da cidade era de 7 074 habitantes.